# Serbische Eishockeynationalmannschaft
Die serbische Eishockeynationalmannschaft der Männer wird nach der Weltmeisterschaft 2022 in der IIHF-Weltrangliste auf Platz 30 geführt und spielte bei der Weltmeisterschaft 2022 in der Division I. Die Nationalmannschaft, die vom Serbischen Eishockeyverband organisiert wird, ist der offizielle Nachfolger der nach der Unabhängigkeit Montenegros 2006 aufgelösten serbisch-montenegrinischen Eishockeynationalmannschaft, die zuvor die jugoslawische Nationalmannschaft abgelöst hatte. Cheftrainer der Mannschaft ist der Kanadier Spiros Anastas, der auch die U20-Auswahl des Landes betreut.
2006 nahm zum letzten Mal eine serbisch-montenegrinische Nationalmannschaft an einer Eishockey-Weltmeisterschaft teil, seit 2007 tritt die Mannschaft für Serbien bei Weltmeisterschaften an. Eine Nationalmannschaft Montenegros wurde bisher nicht gemeldet.
Bei der ersten WM-Teilnahme 2007 belegte das serbische Team den vierten Platz in der Gruppe A der Division II, bei der Eishockey-Weltmeisterschaft der Herren 2008 konnte die Mannschaft dieses Ergebnis noch um einen Platz verbessern. 2009 gelang den Serben im eigenen Land der Sieg in der Division II. Damit stieg die Mannschaft erstmals in die zweitklassige Division I auf. Entscheidend war ein 5:4-Erfolg nach Penalty-Schießen im ersten Spiel gegen den Top-Favoriten Estland. Sie musste allerdings 2010 postwendend den Abstieg hinnehmen. Seit 2022 spielt die Mannschaft erneut in der Division I.

## Weltmeisterschaften
- 2007: 4. Division II, Gruppe A
- 2008: 3. Division II, Gruppe A
- 2009: 1. Division II, Gruppe A (Aufstieg in die Division I)
- 2010: 6. Division I, Gruppe A (Abstieg in die Division II)
- 2011: 3. Division II, Gruppe A
- 2012: 5. Division II, Gruppe A
- 2013: 5. Division II, Gruppe A
- 2014: 3. Division II, Gruppe A
- 2015: 3. Division II, Gruppe A
- 2016: 4. Division II, Gruppe A
- 2017: 3. Division II, Gruppe A
- 2018: 3. Division II, Gruppe A
- 2019: 1. Division II, Gruppe A (Aufstieg in die Division IB)
- 2020–2021: keine Austragung
- 2022: 5. Division I, Gruppe B
- 2023: 6. Division I, Gruppe B
- 2024: 2. Division II, Gruppe A
- 2025: 2. Division II, Gruppe A